# Ambasciatori delle Città anseatiche in Prussia
L'ambasciatore delle Città anseatiche in Prussia era il primo rappresentante diplomatico delle Città anseatiche (Amburgo, Brema e Lubecca) in Prussia
Le relazioni diplomatiche iniziarono ufficialmente nel 1819.

## Storia
Nel 1819 venne nominato il primo rappresentante diplomatico della città anseatica di Amburgo a Berlino che, dal 1859, effettuò tale servizio diplomatico anche per Brema e per Lubecca. La sede dell'ambasciata venne posta sulla Tiergartenstrasse al n. 17. Dopo il 1918, col crollo dell'Impero tedesco, venne ricostituita una rappresentanza singola per ciascuna delle tre città anseatiche che si costituì in stato libero e tale rimase sino alla chiusura delle ambasciate con l'avvento della Germania nazista.
Oltre all'ambasciata a Berlino, vi furono anche dei consolati Stettino (1842–1876), Stralsund (1845–1876), Elbing (1845–1876), Königsberg (1857–1876), Danzica (1857–1876) e Memel (1859–1876).

## Amburgo
Inviato di Amburgo (1819-1866)
- 1819–1823: Johann Martin Lappenberg (1794–1865)
- 1823–1827: vacante
- 1827–1840: Ludwig August von Rebeur
- 1840–1848: Carl Godeffroy (1787–1848)
- 1848–1850: vacante
- 1851–1852: Carl Wilhelm Theremin (1798–1852)
- 1852–1856: Alfred Rücker (1825–1869)
- 1856–1859: Friedrich Heinrich Geffcken (1830–1896)

## Rappresentanza diplomatica congiunta delle tre Città anseatiche (1866-1918)
- 1866–1895: Daniel Christian Friedrich Krüger (1819–1896)
- 1895–1913: Karl Peter Klügmann (1835–1915)
- 1913–1918: Karl Sieveking (1863–1932)

## Rappresentanza diplomatica divisa delle tre Città anseatiche (1918-1933)
| Ambasciatori di Amburgo (1919-1933) - 1919–1920: Karl Sieveking (1863–1932) - 1920–1930: Justus Strandes (1859–1930) - 1930–1933: Carl Anton Piper (1874–1938) 1933: Chiusura dell'ambasciata | Ambasciatori di Brema (1919-1933) - 1919–1932: Friedrich Nebelthau (1863–1947) 1932–1933: Rappresentanza diplomatica assunta dall'ambasciatore di Amburgo in Prussia 1933: Chiusura dell'ambasciata | Ambasciatori di Lubecca (1919-1937) - 1919–1933: Ernst Meyer-Lüerssen (1870–1940) - 1933–1937: Werner Daitz (1884–1945), dal 1938–1945 anche rappresentante diplomatico per la Provincia dello Schleswig-Holstein a Berlino 1937: Chiusura dell'ambasciata |